# Tori (Pferd)
Das Tori-Pferd, auch Torgelsches Pferd, ist eine estnische Pferderasse, die auf dem Estnischen Klepper aufbaut.
Hintergrundinformationen zur Pferdebewertung und -zucht finden sich unter: Exterieur, Interieur und Pferdezucht.

## Exterieur
Es gibt zwei Typen des Tori, den eher für landwirtschaftliche Arbeiten gezogenen Typ A (in den Zuchtbüchern als TA bezeichnet), der an der Grenze von schwerem Warmblut zu leichtem Kaltblut liegt, und den eher als leichtes Wagen- und Sportpferd gezogenen Typ B (in den Zuchtbüchern TB), der einem normalen Warmblut entspricht.
Seit 2012 wurde auch die dritte Zuchtrichtung Vana-Tori (Alt-Tori) mit einem eigenen Zuchtbuch ausgestattet. Diese repräsentiert den reingezogenen Typus des Toripferdes vor 1945. Das Zuchtbuch der Alt-Tori Pferde erlaubt lediglich einen Fremdblut-Anteil von 25 % (ausschließlich Alt-Hannoveraner) und ist daher am ehesten auf einen Genpool-Erhalt ausgerichtet. Die Zuchtbuch-Kennung lautet VT.

## Interieur
Das Tori vereint große Ausdauer und Zugkraft sowie gute Futterverwertung, Langlebigkeit und hohe Fruchtbarkeit in sich – Zuchtziele, die von Beginn der Zucht an bestanden.

## Zuchtgeschichte

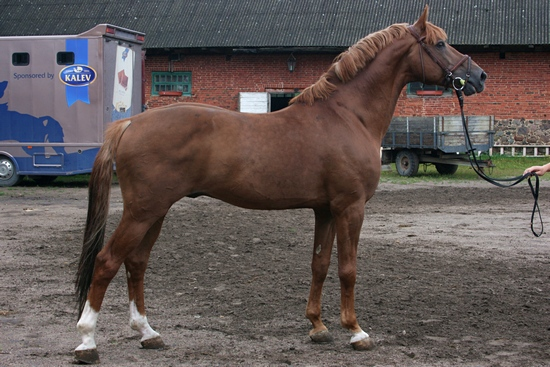
Tori, Sportpferd

Die Zucht des Tori begann, als 1855 die livländische Ritterschaft auf Gut Tori (deutsch: Torgel) ein Gestüt zur Hebung der Pferdezucht, insbesondere für das Bedürfnis des Bauernstandes, einrichtete. Als Grundstock versuchte man, 100 estnische Klepperstuten zu kaufen, stieß aber bereits hiermit auf Probleme, da lediglich 50 geeignete Stuten aufgetrieben werden konnten. Weitere 50 Stuten wurden daraufhin in Finnland gekauft, in der Hoffnung im Finnischen Klepper einen adäquaten Ersatz zu finden. Diese Hoffnung sollte sich nicht erfüllen. Die finnischen Stuten wurden wegen nicht zufriedenstellender Zuchtergebnisse in der Folge wieder ausgeschlossen. Das größte Problem war aber, geeignete Zuchthengste zu finden. Da die meisten Hengstfohlen von den Bauern der leichteren Handhabung wegen sehr früh kastriert wurden, gelang es nicht, genügend geeignete Klepperhengste aufzutreiben. Man züchtete daher anfangs zur Hälfte mit Klepperhengsten und zur Hälfte mit Arabern. Auch diese Kreuzung stellte sich als ungenügend heraus, da die Ergebnisse dieser Zucht für die Landwirtschaft zu leicht waren. In der Folge wurden Ardennerhengste, Englische Halbblüter, Ostfriesen und Orlow-Traber in die Zucht eingeführt, bevor man 1894 mit dem polnischen Hengst Hetman, der als Stammvater der modernen Torizucht gilt, einen passenden Hengst fand. Da die starke Inzucht auf Hetman zu Problemen führte, versuchte man, ihr durch die erneute Einkreuzung von Ostfriesen und zuletzt von fünf Postierhengsten entgegenzusteuern. Nachdem die estnische Pferdezucht im Zweiten Weltkrieg stark zurückgegangen war, wurde sie unter sowjetischer Regie gezielt wieder aufgebaut und das Tori-Pferd 1950 als eigenständige Rasse registriert und 1951 das Gestütbuch aufgelegt. Mangels Nachfrage aus der Landwirtschaft wird seit den 1960er Jahren versucht, auch das Tori-Pferd verstärkt zu einem Sportpferd – insbesondere für den Springsport – umzuzüchten. Hierfür wurden Pferde von zwölf verschiedenen europäischen Sportpferderassen zugelassen, unter anderem Hannoveraner, Holsteiner, englisches Vollblut, Trakehner, KWPN, Oldenburger.